# Фонарь под глазом
«Фонарь под глазом» — третий студийный альбом российской рок-группы «Сплин». Выпущен в 1997 году.
С выхода этого альбома «Сплин» стал известен широкой публике. В альбом вошли песни, которые до сих пор считаются одними из главных хитов группы: «Три цвета», «Бонни и Клайд» и «Давай, Лама». «Фонарь под глазом» включил большое количество разнопланового с точки зрения стиля и художественной составляющей материала: от шуточных «Частушек» до лирической «Моей любви», от философского «Невского проспекта» до драйвого «Прирожденного убийцы». В апреле 1997 на песню «Моя любовь» в аранжировке Дмитрия Резниченко был снят видеоклип.
В 2003 году был переиздан лейблом «Мистерия звука», а в 2010 — компанией «Navigator Records».

## Список композиций
Слова и музыка всех песен — Александр Васильев.
| №   | Название                              | Длительность |
| --- | ------------------------------------- | ------------ |
| 1.  | «Молитва»                             | 0:32         |
| 2.  | «Я не хочу домой»                     | 3:49         |
| 3.  | «Бонни и Клайд»                       | 2:41         |
| 4.  | «Три цвета (Первый снег)»             | 4:40         |
| 5.  | «Невский проспект»                    | 5:12         |
| 6.  | «Спи в заброшенном доме»              | 4:17         |
| 7.  | «Прирождённый убийца»                 | 3:21         |
| 8.  | «Частушки»                            | 4:44         |
| 9.  | «Моя любовь»                          | 3:37         |
| 10. | «Англо-русский словарь (Давай, Лама)» | 4:36         |
| 11. | «Скоро будет солнечно»                | 4:42         |
| 12. | «За стеной»                           | 1:27         |

## Участники записи
- Александр Васильев — вокал, стихи, музыка, гитара
- Александр Морозов — бас-гитара
- Стас Березовский — гитара, ария Тибетского ламы (10)
- Николай Ростовский — клавишные
- Николай Лысов — ударные инструменты
- Владимир Долгов — акустическая и электрогитара (9,11)
- под псевдонимом Атари Брахмапутра (соло на флейте 9,11) указан компьютер "Атари"

В записи принимали участие:
- Рушан Аюпов — баян (8)
- Владимир Голоухов — перкуссия (4, 7, 11)
- Михаил Прокушенков — бас-гитара (7, 10)
- Николай Девлет-Кильдеев — гитары (3)
- Евгений Трушин — перкуссия (8)
- Дмитрий Резниченко — аранжировка, клавишные (9, 11)
- Анатолий Герасимов — саксофон (9)
- Максим Трефан - клавишные (5)

## Видеоклипы
| Год  | Клип       | Режиссёр    |
| ---- | ---------- | ----------- |
| 1996 | Моя любовь | Игорь Перин |